# Boscoreale
Boscoreale is een Italiaanse gemeente, onderdeel van de metropolitane stad Napels, wat voor 2015 nog de provincie Napels was (regio Campanië) en telt 27.476 inwoners (31-12-2004). De oppervlakte bedraagt 11,2 km², de bevolkingsdichtheid is 2444.70 inwoners per km².
De volgende frazioni maken deel uit van de gemeente: Marchesa.

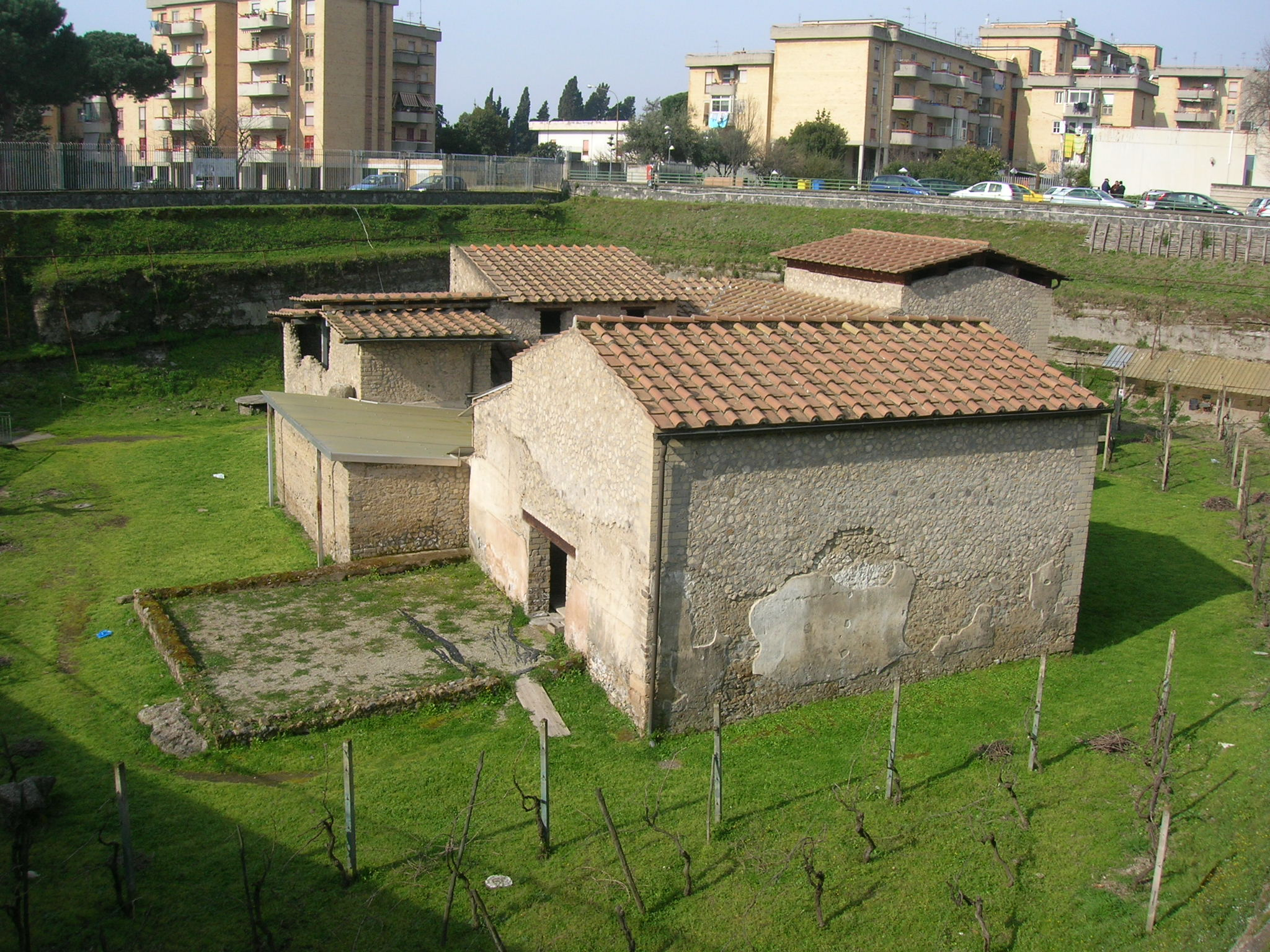
Villa Regina
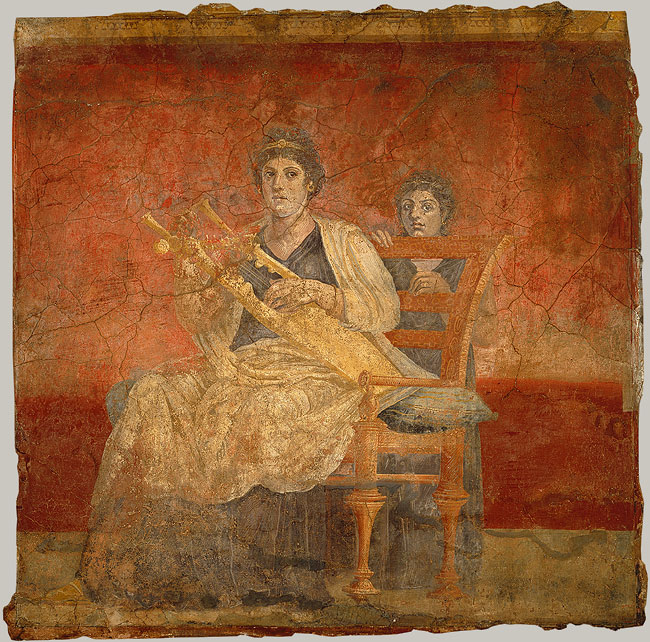
Laat-republikeins Romeins fresco (ca. 40-30 v.Chr.). Kamer H van de Villa van Publius Fannius Sinistor in Boscoreale

## Geografie
De gemeente ligt op ongeveer 65 m boven zeeniveau.
Boscoreale grenst aan de volgende gemeenten: Boscotrecase, Poggiomarino, Pompeï, Scafati (SA), Terzigno, Torre Annunziata.

## Bezienswaardigheden
In de wijk Monte Bursaccio liggen de resten van een aantal aristocratische villa's uit de Romeinse tijd. Ze zijn deels bewaard nadat ze in 79 n.Chr. bedolven werden door de uitbarsting van de Vesuvius. Vooral bekend is de Villa Boscoreale, ooit eigendom van P. Fannius Synistor, vanwege zijn magnifieke fresco's. Net als andere vondsten uit Boscoreale zijn ze nu verspreid over verschillende topmusea.
In 1991 is in de gemeente een archeologisch museum geopend, het Antiquarium di Boscoreale. Het beschrijft het dagelijks leven van de Romeinen aan de hand van artefacten uit Pompeï, Herculaneum, Oplontis, Stabiae en Boscoreale.
Acerra · Afragola · Agerola · Anacapri · Arzano · Bacoli · Barano d'Ischia · Boscoreale · Boscotrecase · Brusciano · Caivano · Calvizzano · Camposano · Capri · Carbonara di Nola · Cardito · Casalnuovo di Napoli · Casamarciano · Casamicciola Terme · Casandrino · Casavatore · Casola di Napoli · Casoria · Castellammare di Stabia · Castello di Cisterna · Cercola · Cicciano · Cimitile · Comiziano · Crispano · Ercolano · Forio · Frattamaggiore · Frattaminore · Giugliano in Campania · Gragnano · Grumo Nevano · Ischia · Lacco Ameno · Lettere · Liveri · Marano di Napoli · Mariglianella · Marigliano · Massa Lubrense · Massa di Somma · Melito di Napoli · Meta · Monte di Procida · Mugnano di Napoli · Napels (Napoli) · Nola · Ottaviano · Palma Campania · Piano di Sorrento · Pimonte · Poggiomarino · Pollena Trocchia · Pomigliano d'Arco · Pompeï (Pompei) · Portici · Pozzuoli · Procida · Qualiano · Quarto · Roccarainola · San Gennaro Vesuviano · San Giorgio a Cremano · San Giuseppe Vesuviano · San Paolo Bel Sito · San Sebastiano al Vesuvio · San Vitaliano · Sant'Agnello · Sant'Anastasia · Sant'Antimo · Sant'Antonio Abate · Santa Maria la Carità · Saviano · Scisciano · Serrara Fontana · Somma Vesuviana · Sorrento · Striano · Terzigno · Torre Annunziata · Torre del Greco · Trecase · Tufino · Vico Equense · Villaricca · Visciano · Volla
1. ↑  https://demo.istat.it/?l=it.